# Бинген (Зигмаринген)
Бинген (њем. Bingen) општина је у њемачкој савезној држави Баден-Виртемберг. Једно је од 25 општинских средишта округа Зигмаринген. Према процјени из 2010. у општини је живјело 2.846 становника. Посједује регионалну шифру (AGS) 8437008, NUTS и LOCODE код.

## Географски и демографски подаци
Бинген се налази у савезној држави Баден-Виртемберг у округу Зигмаринген. Општина се налази на надморској висини од 600 метара. Површина општине износи 37,0 km².

## Становништво
У самом мјесту је, према процјени из 2010. године, живјело 2.846 становника. Просјечна густина становништва износи 77 становника/km².